# Ježíšovo zatčení

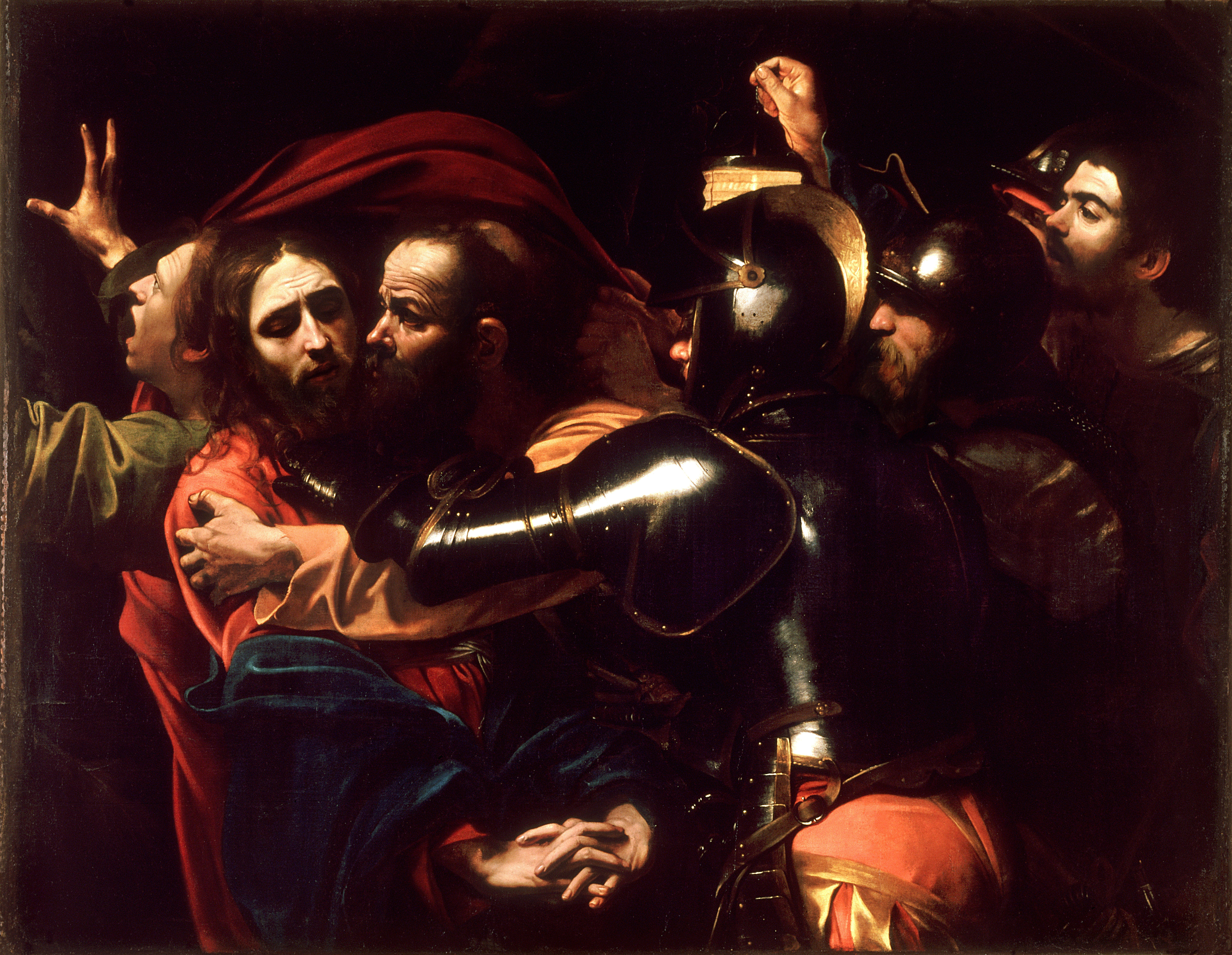
Zatčení Krista, Caravaggio, 1602

Ježíšovo zatčení bylo klíčovou událostí křesťanství, která je zaznamenána v kanonických evangeliích. Došlo k němu krátce po Poslední večeři (během níž Ježíš pronesl své poslední kázání) a bezprostředně po Jidášově polibku, který je tradičně považován za akt zrady, neboť Jidáš uzavřel dohodu s velekněžími, že Ježíše zatkne. Tato událost nakonec podle evangelijních zpráv vedla k Ježíšovu ukřižování.
Zatčení okamžitě vedlo k jeho soudu před Sanhedrinem, během něhož ho odsoudili k smrti a následujícího rána předali Pilátovi Pontskému. V křesťanské teologii se události od Poslední večeře až po Ježíšovo ukřižování a vzkříšení označují jako pašije. 
V Novém zákoně všechna čtyři evangelia končí rozsáhlým vyprávěním o Ježíšově zatčení, soudu, ukřižování, pohřbu a vzkříšení. V každém evangeliu je těchto pět událostí Ježíšova života zpracováno podrobněji než jakákoli jiná část vyprávění daného evangelia. Badatelé poznamenávají, že čtenář dostává téměř hodinu po hodině popis toho, co se děje.:s. 91  

## Biblické vyprávění
Viz též: Jidášův polibek

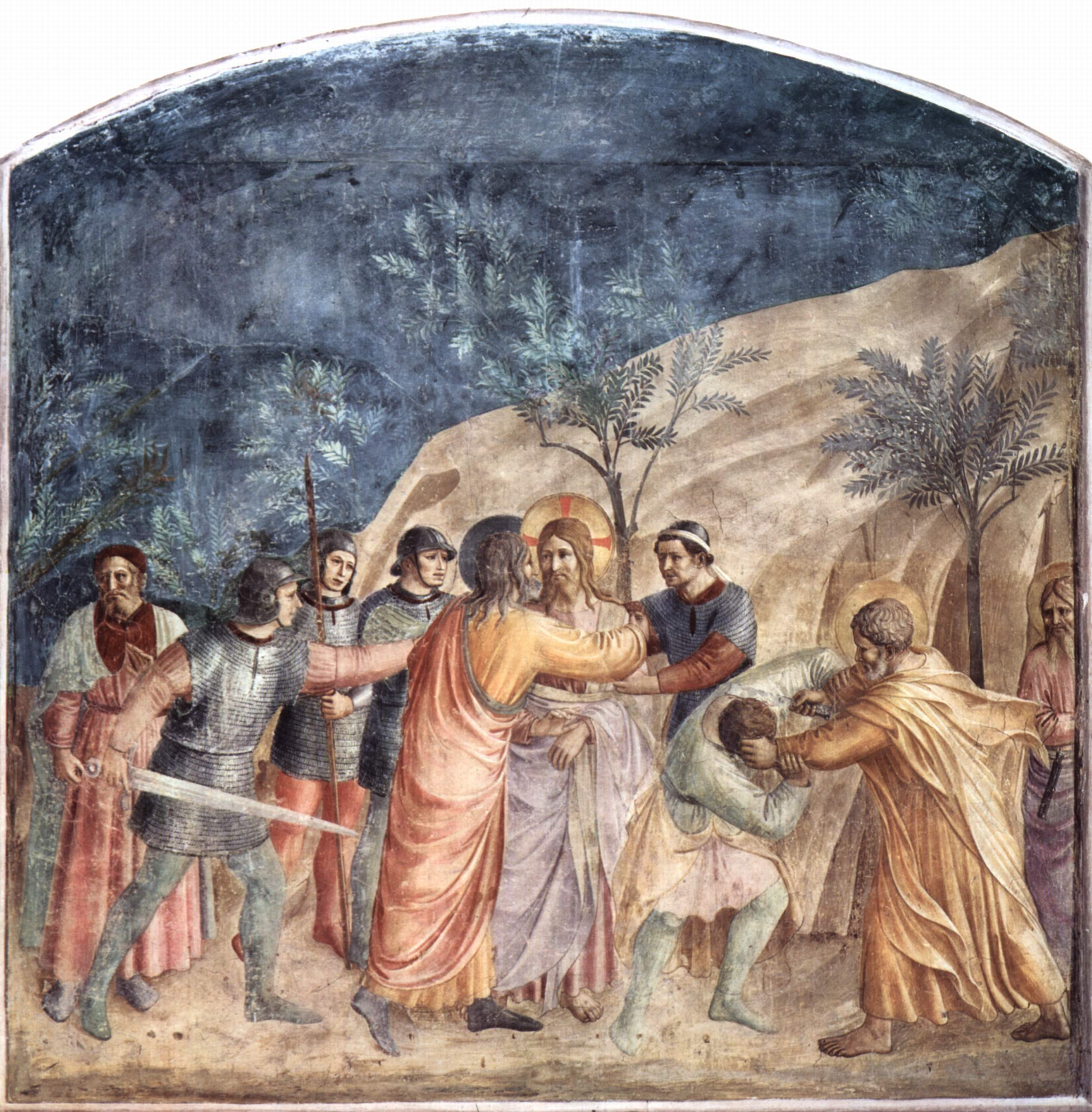
Zatčení Krista od Fra Angelica, kolem roku 1440, zobrazující Jidáše a Petra, jak utíná ucho Malchusovi, Kaifášovu služebníkovi.

Podle kanonických evangelií se Ježíš a jeho učedníci po Poslední večeři odebrali do Getseman, zahrady na okraji údolí Kidron, o níž se badatelé domnívají, že se pravděpodobně jednalo o olivový háj. Jakmile se tam ocitl, podle popisu opustil skupinu, aby se mohl v soukromí pomodlit.
Synoptikové uvádějí, že Ježíš prosil Boha, aby z něj bylo sejmuto břemeno smrti ukřižováním, aby zachránil lidstvo, ačkoli konečné rozhodnutí stále ponechával na Bohu. Lukáš uvádí, že se Ježíšovi zjevil anděl a posiloval ho, ten pak přijal Boží vůli a vrátil se k učedníkům. Synoptici uvádějí, že tři učedníci, kteří byli s Ježíšem, usnuli a Ježíš je kritizoval, že nedokázali zůstat vzhůru ani hodinu, a doporučoval jim, aby se modlili a vyhnuli se tak pokušení.
V tu chvíli dal Jidáš Ježíši polibek jako předem domluvené znamení těm, kteří Jidáše doprovázeli, kdo je Ježíš. Po identifikaci strážci Ježíše zatkli, ačkoli se je jeden z Ježíšových učedníků pokusil zastavit mečem a jednomu ze zatýkajících strážců uřízl ucho. Janovo evangelium upřesňuje, že to byl Šimon Petr, a zraněného strážce ztotožňuje s Malchusem, služebníkem Kaifáše, izraelského velekněze. Lukáš dodává, že Ježíš ránu uzdravil. Jan, Matouš a Lukáš uvádějí, že Ježíš tento násilný čin odsoudil a trvá na tom, aby neodporovali Ježíšovu zatčení. U Matouše Ježíš pronesl známý výrok „všichni, kdo se chápou meče, mečem zajdou“.
Vyprávění v Janově evangeliu se od synoptiků liší: pouze u Jana pomáhají zatčení provést římští vojáci. Jidáš vede zatýkající skupinu k Ježíšovi, ale místo aby Jidáš ukázal na Ježíše, podle Jana se jich sám Ježíš, „vědom si všeho, co se mu mělo stát“, ptá, koho hledají; když řeknou „Ježíše Nazaretského“, odpoví: „Já to jsem“, načež všichni členové zatýkající skupiny couvnou a padnou k zemi.
Pouze v nejstarší verzi Ježíšova zajetí, která se objevuje v Markově evangeliu, je zmínka o prchajícím nahém mladíkovi.
O Ježíšově zatčení a Jidášově roli, kdy působil jako průvodce těch, kteří ho zatýkali, se Petr zmiňuje ve Skutcích.

## Galerie umění

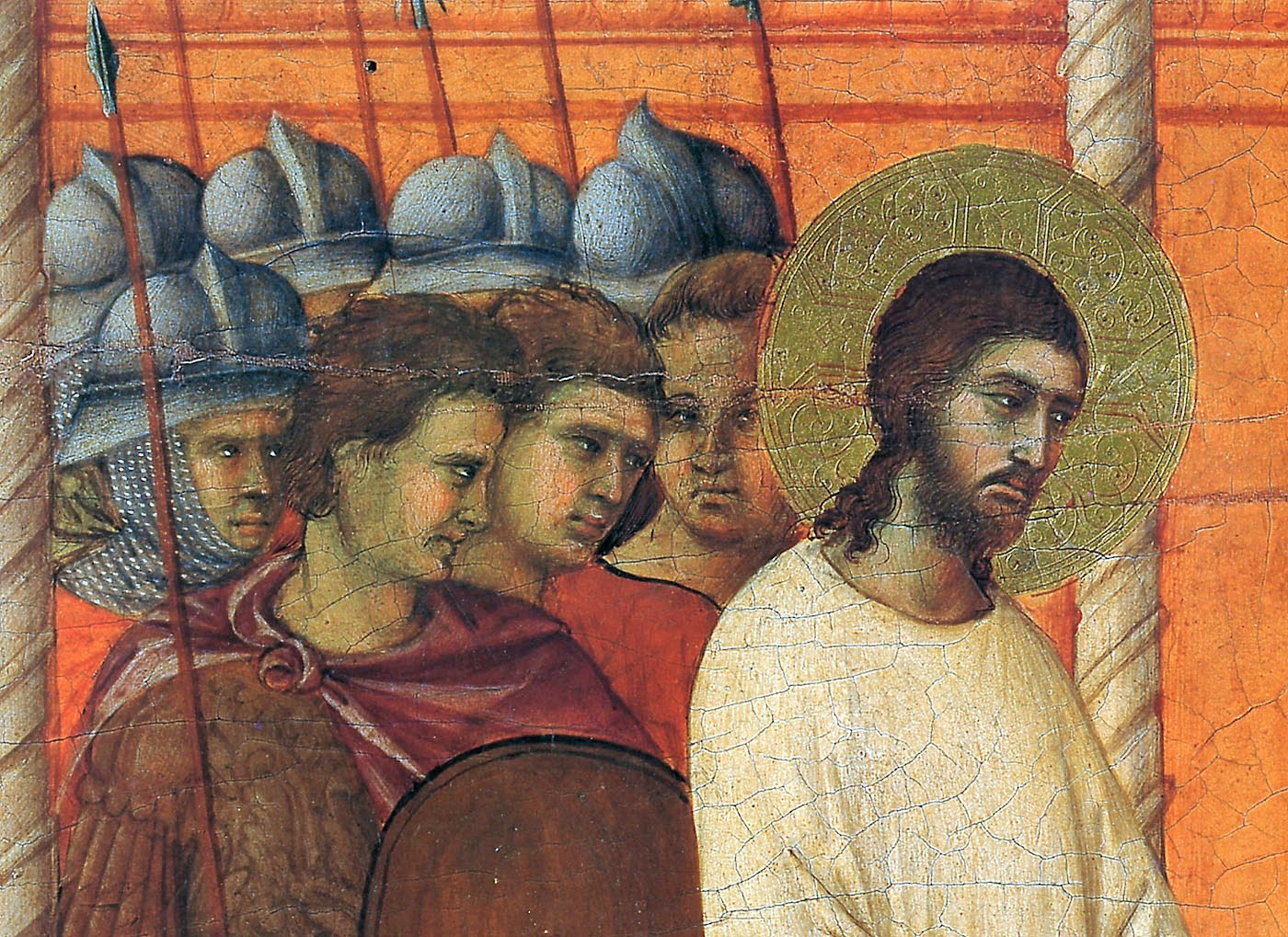
Z díla Maestà od Duccia, 1308–1311
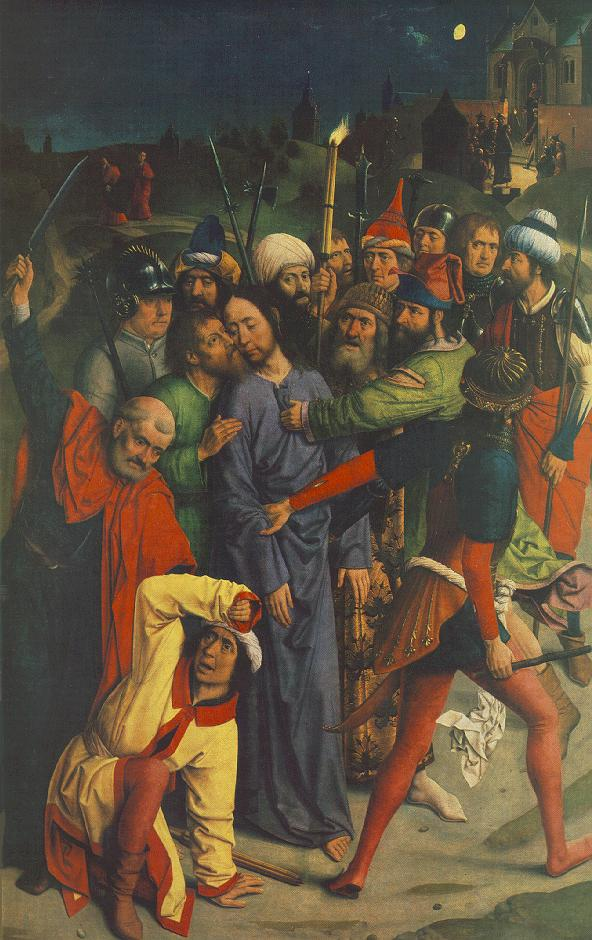
Dieric Bouts, asi 1450–1460
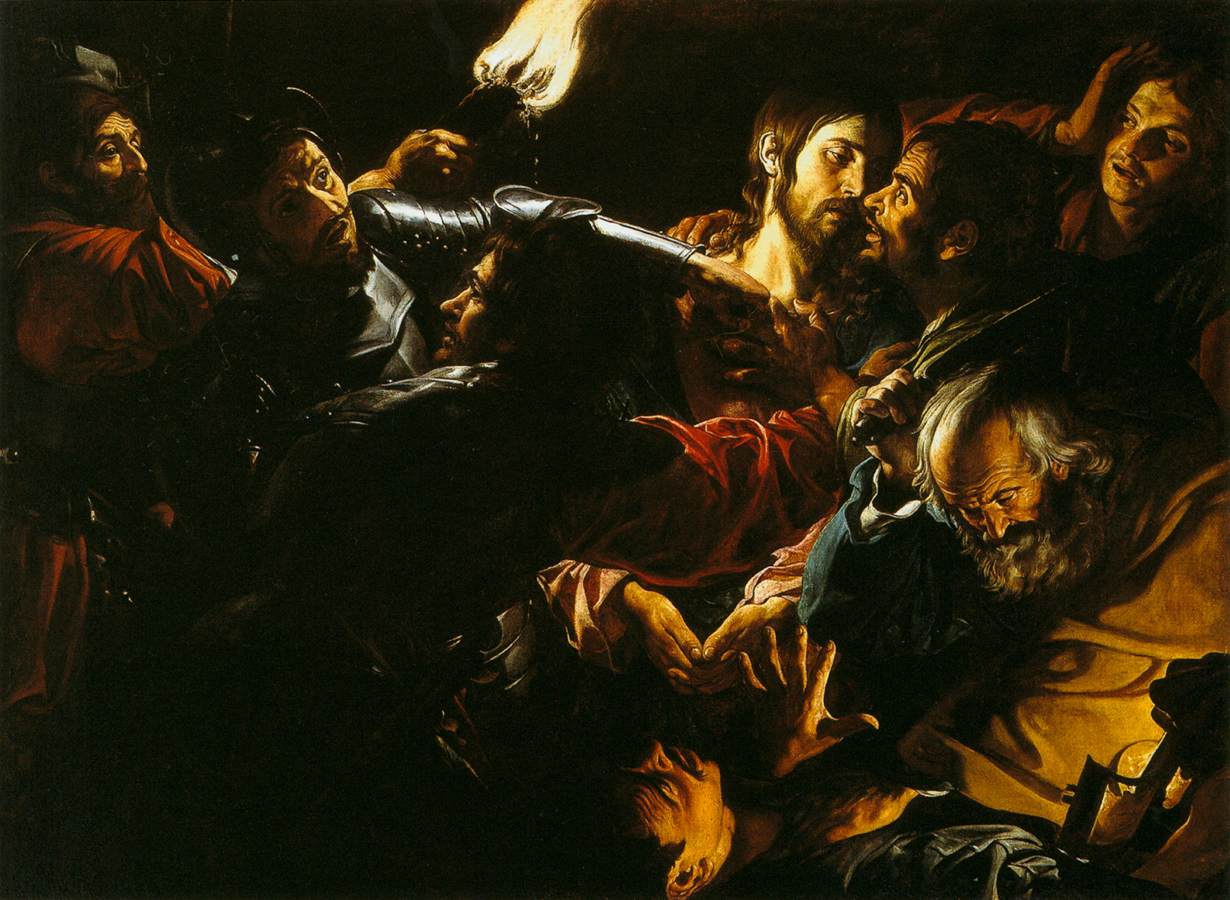
Zatčení Krista, Gerard Douffet, asi 1620